# Frank Willard
Frank Henry Willard (1893-1958) est un auteur de bande dessinée américain, connu pour avoir créé en 1923 et animé jusqu'à sa mort le comic strip humoristique à succès Moon Mullins (en), diffusé jusqu'en 1991 dans les journaux américains.